# Gustav Löwe (Philologe)
Carl Gustav Löwe (* 18. Februar 1852 in Grimma; † 16. Dezember 1883 in Göttingen) war ein deutscher Klassischer Philologe und Bibliothekar.

## Leben
Gustav Löwe war der Sohn des Gymnasiallehrers Carl Hermann Löwe (1815–1884), der bis 1876 zweiter Professor an der Fürstenschule Grimma war. Gustav Löwe besuchte von 1865 bis 1870 diese Schule und studierte anschließend Klassische Philologie an der Universität Leipzig. Hier schloss er sich eng an Friedrich Ritschl an, der ihn für die lateinische Sprachgeschichte und Textkritik begeisterte. Noch während des Studiums beschloss Löwe, eine vollständige Sammlung der lateinischen Glossare zu erstellen. Am 3. Juni 1874 bestand er das Rigorosum. Die Arbeit an seiner Sammlung zog sich jedoch länger hin. Mit dem ersten Bogen dieses Werkes wurde er am 20. September 1875 promoviert. Anschließend ging er mit einem Stipendium der sächsischen Regierung im Dezember 1875 nach Italien, um Material für seine textkritische Arbeit zu sammeln. Auch für die Fortführung von Ritschls Plautus-Ausgabe untersuchte er verschiedene Handschriften, darunter den Ambrosianischen Palimpsest. 1876 veröffentlichte Löwe den ersten Teil seiner Glossensammlung unter dem Titel Prodromus corporis glossariorum latinorum und widmete ihn Ritschl.
Nach Ritschls Tod im Dezember 1876 setzte Löwe seine Arbeit an der Plautus-Ausgabe in Rom und Florenz fort, um das Werk seines Lehrers zu vollenden. Bis Oktober 1878 arbeitete er in Rom und Florenz und reiste anschließend nach Spanien und Portugal, wo er im Auftrag der Wiener Akademie der Wissenschaften Handschriften für das Corpus der lateinischen Kirchenväter untersuchte. Er beschäftigte sich auch mit der westgotischen Schrift, von der er mit seinem Freund Paul Ewald mehrere Beispiele sammelte und zur Veröffentlichung vorbereitete. Die Sammlung erschien erst Jahre später mit Unterstützung der preußischen Unterrichtsverwaltung unter dem Titel Exempla scripturae visigoticae 40 tabulis expressa (Heidelberg 1883).
Im Herbst 1879 kehrte Löwe von seinen Forschungsreisen zurück nach Leipzig, wo er als zweiter Adjunkt am Russischen philologischen Seminar angestellt wurde. Seine Stelle ließ ihm wenig Zeit zur Auswertung und Publikation seiner Forschungsergebnisse. Seit 1878 veröffentlichten seine Leipziger Kommilitonen Georg Goetz und Fritz Schöll die Plautus-Edition, in der Löwes Material verwertet wurde. Löwe selbst veröffentlichte einige kleine Aufsätze, in denen er Proben von seinen Glossarstudien gab. Zum 15. April 1880 zog er nach Göttingen, wo er als Kustos der Universitätsbibliothek arbeitete. In der Einarbeitungsphase machte er sich mit allen Bereichen der Bibliotheksarbeit vertraut: Ausleihregister, Zeitschriftenlisten, Zugangsverzeichnis, alphabetischer Katalog, Buchbinderei und Orts- und Fernleihe. Nebenbei beteiligte er sich an der Umarbeitung der Realkataloge, die unter der Aufsicht des Oberbibliothekars August Wilmanns stand.
Im Bibliotheksdienst fand Löwe seine Berufung. Darum lehnte er sogar einen Ruf der Universität Kiel auf einen Lehrstuhl für Klassische Philologie ab, der im Herbst 1883 an ihn erging. Wenige Wochen später kam er bei einem Unfall ums Leben: Am 14. Dezember 1883 stürzte er in den Fahrstuhlschacht des Neubaus der Universitätsbibliothek. Zwei Tage später starb er an den Unfallfolgen, ohne vorher zu Bewusstsein gekommen zu sein.
Löwes unvollendete Unternehmen fanden nach seinem Tod einen Abschluss: Die Plautus-Ausgabe wurde von Fritz Schöll und Georg Goetz 1894 abgeschlossen, das geplante Glossar-Corpus gab Goetz von 1888 bis 1923 in sieben Bänden unter dem Titel Corpus Glossariorum Latinarum heraus.